# Luís Fonseca
Luís Fonseca (n. 1966) é um cineasta português.
Estudou Cinema na Escola Superior de Teatro e Cinema do Instituto Politécnico de Lisboa, na qual hoje dá aulas.
Escreveu, adaptou e dirigiu diversas obras de teatro bem como realizou curtas metragens e documentários. Antes que o tempo mude foi a sua estreia na longa metragem com o qual conquistou o Prémio FIPRESCI no Festival Internacional de Cinema Independente de Buenos Aires de 2004 e foi nomeado para o Prémio Golden Alexander no Festival Internacional de Cinema de Thessaloniki em 2003.

## Filmografia completa
- 2003 - De Manhã (curta de ficção)
- 2003 - Antes que o tempo mude (longa de ficção)
- 1999 - Chuva (curta de ficção)
- 1998 - Três Noites Sem Dormir (curta de ficção)
- 1998 - No Fotógrafo (curta de ficção)
- 1997 - O Apartamento (curta de ficção realizada em colectivo)
- 1994 - Ouguela (longa documental co-realizada com Francisco Villa-Lobos)